# Luis Carlos Galán
Luis Carlos Galán Sarmiento (Bucaramanga, 29 de septiembre de 1943-Soacha, 18 de agosto de 1989) fue un abogado, economista, periodista y político colombiano.
Fue candidato a la presidencia de Colombia en 1982 y 1986 por el Nuevo Liberalismo (movimiento fundado por él mismo como derivación del Partido Liberal), y en 1989 por el Partido Liberal Colombiano, para las elecciones de 1990. Fue asesinado durante un evento de su última campaña presidencial, el 18 de agosto de 1989, por sicarios bajo las órdenes del Cartel de Medellín. 
Galán fue influenciado por el temple del caudillo liberal Jorge Eliécer Gaitán, a quien siempre admiró por su transparencia y forma directa de decir las cosas. Se considera que junto con Gaitán y Rafael Uribe Uribe, fue uno de los grandes políticos del Partido Liberal en el siglo XX.
Antes de incursionar en la política partidista Galán se desempeñó como periodista para el periódico El Tiempo, haciéndose cercano a personajes influyentes como Daniel Samper Pizano, Enrique Santos Calderón y Gloria Pachón, esta última con quien se casó. 
Muy joven ingresó a la política de la mano de su padrino político, el expresidente Carlos Lleras Restrepo. Como político Galán fue senador por Cundinamarca y Santander, Ministro de Educación a la temprana edad de 26 años, concejal de Bogotá, y tres veces candidato a la presidencia de Colombia. En su tercer intento, se adhirió al liberalismo oficial, después de nueve años de independencia desde su movimiento Nuevo Liberalismo. Pese a no haber ganado ninguna de éstas elecciones, su figura política fue muy influyente durante los años 80 en Colombia.

## Biografía

### Inicios

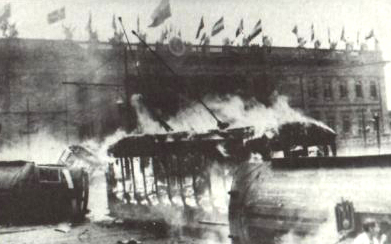
Quema de tranvías por la muerte de Gaitán, 1948.

Luis Carlos Galán Sarmiento nació el 29 de septiembre de 1943, en la ciudad de Bucaramanga, en el seno de una familia numerosa de clase media alta de la ciudad, adepta a los postulados gaintanismo. Por el asesinato de Jorge Eliécer Gaitán, el 9 de abril de 1948, él (que tenía cinco años) y su familia se trasladaron a la capital del país, debido a la persecución política en su contra. 
En 1950 inició sus estudios primarios en el Colegio Americano de Bogotá. En 1952 ingresa al Colegio Antonio Nariño Hermanos Corazonistas de Bogotá. Destacado estudiante, en 1957 Galán participó activamente en las marchas estudiantiles de protesta contra el presidente de facto General Gustavo Rojas Pinilla, lo que le acarreó una detención policial que lo condujo a una noche de prisión.
En 1960 se graduó con honores como bachiller. En 1961 ingresó a la Pontificia Universidad Javeriana de Bogotá a estudiar Derecho y Economía, fundó la revista universitaria Vértice en 1963 y se graduó en 1968. Después de ser reconocido por el expresidente Eduardo Santos, es contratado para trabajar en el periódico El Tiempo. En su labor como reportero del mayo de 1968 francés, fue uno de los pasajeros del avión secuestrado que iba hacia Cuba.
A través del periodismo se dio a conocer entre la clase dirigente del país, siendo "adoptado" por el expresidente liberal Carlos Lleras Restrepo como su heredero político e intelectual. Siendo aún presidente, nombró a Galán en su primer cargo público como miembro de la delegación colombiana a la Conferencia Mundial de Comercio y Desarrollo, en Nueva Delhi en 1969.

### Ministro de Educación de Colombia (1970-1972)
Como parte del pacto de alternación entre liberales y conservadores, correspondiéndo el turno a los conservadores de gobernar para el cuatrienio 1970-1974, el presidente Lleras apoyó la candidatura del embajador en Washigton Misael Pastrana Borrero. Galán se adhirió a la campaña de Pastrana por lealtada a Lleras.
Pastrana terminó elegido presidente el 19 de abril de 1970, en medio de acusaciones de fraude electoral en contra del expresidente Gustavo Rojas Pinilla, y con una alta impopularidad, que generó por ejemplo, el surgimiento del M-19 en 1974. Pastrana posesionó a Galán como ministro de educación el 7 de agosto siendo el hombre más joven en acceder a un ministerio, cargo en el que permaneció hasta el 4 de mayo de 1972.

#### Paros educativos
En diciembre de 1970 comenzaron los primeros problemas para Galán, ya que se presentaron las primeras protestas por la autonomía universitaria de la Universidad del Cauca. A lo largo de 1971, varias universidades se declararon en paro, dando lugar al paro nacional universitario. Durante el paro, hubo una masacre estudiantil en Cali, en febrero de 1971, con el auspicio del entonces alcalde Carlos Holguín Sardi. El paro finalizó sin mayores cambios en la situación que lo originó, además de que el gobierno persiguió a los huelguistas.
Durante su gestión Galán expidió el Decreto 223 de 1972 o Estatuto Docente, polémica norma que redujo los derechos adquiridos por los docentes en Colombia, lo cual generó un paro nacional de maestros, que a pesar de las medidas que el gobierno implementó para frenarlo (declarando el Estado de Sitio y la ilegalidad del paro), éste logró la derogatoria del decreto. Como consecuencia de ello Galán renunció al ministerio para aceptar la embajada en Italia.

### Embajador en Italia (1972-1976)
Posesionado como embajador el 1 de agosto de 1972 Galán permaneció en este país durante cuatro años. Allí nació su segundo hijo, pues el mayor nació días antes de que la familia Galán viajara a Italia.

### Regreso a Colombia y fundación del Nuevo Liberalismo (1976-1982)
En 1976 regresó al país para codirigir la publicación Nueva Frontera del expresidente Lleras Restrepo y para apoyar la candidatura reeleccionista de este, resultando elegido concejal del municipio de Oiba, Santander, donde empezó su carrera política y se dio a conocer públicamente (en este pueblo nació el fundador del Partido Liberal de Colombia Vicente Azuero Plata). 
En las elecciones de 1978 obtuvo un escaño para el Senado en representación de Santander. Por ese entonces, Lleras anunció su retiro de la política y sus seguidores ven en Galán al líder que puede llevar al éxito las intenciones de renovación que tenía Lleras para el Partido y su programa político para el país, y es así que en 1979 funda el movimiento Nuevo Liberalismo, como una disidencia interna del Partido Liberal.
En 1980 y bajo el lema de "Bogotá pertenece a todos sus habitantes" obtuvo una abrumadora votación para el concejo de la capital, convirtiéndose en un líder de talla nacional. Permaneció en el cargo hasta 1982, cuando lanzó su candidatura a la presidencia.

### Primera candidatura presidencial (1982)
En 1982 Galán participó en las elecciones presidenciales colombianas, luego de que la convención liberal llevada a cabo un año atrás hubiera cerrado las puertas al debate entre Galán y el candidato elegido, el expresidente Alfonso López Michelsen. Ante éste conflicto Galán se declaró disidente y de la mano de su colaborador Rodrigo Lara Bonilla, fundó el partido Nuevo Liberalismo.
En plena campaña presidencial, Galán anunció la expulsión de su movimiento político del candidato a la Cámara de Representantes por Antioquia, Jairo Ortega, y a su fórmula, el entonces desconocido Pablo Escobar, ante las acusaciones de que Escobar era narcotraficante, en plena plaza pública, en el Parque Berrío. A pesar de esto, Escobar resultó electo representante como segundo de Ortega, y años después cobraría venganza por el incidente.
En las elecciones, Galán solo alcanzó el tercer lugar, detrás del conservador Belisario Betancur (quien fue elegido presidente a la postre) y del expresidente López por el oficialismo liberal. Los resultados, sin embargo, beneficiaron al Nuevo Liberalismo, que concurrió como partido independiente, además de la llegada de Lara al gobierno como ya se mencionó.

### Postcandidatura y segunda candidatura presidencial (1982-1986)

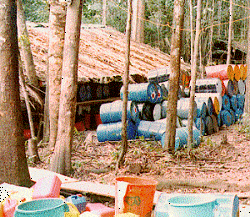
Laboratorios de procesamiento de cocaína Tranquilandia, 1984.

Su derrota le permitió ingresar al Congreso de la República como senador al igual que Lara Bonilla, quien en 1983 fue nombrado Ministro de Justicia por el presidente Betancur y posteriormente asesinado en 1984, luego de que denunciara los nexos del congresista Pablo Escobar con el narcotráfico y del descubrimiento del complejo Tranquilandia. Muerto Lara, Galán perdió a su compañero de lucha política, siendo reemplazado por Enrique Parejo González, también miembro del Nuevo Liberalismo.
Galán permaneció en el Senado hasta que anunció su intención de aspirar a la Presidencia de la República para suceder a Betancur. Para las elecciones de 1986, Galán lanzó su segunda candidatura presidencial para la presidencia, pero luego decidió retirar su candidatura para adherirse a la de Virgilio Barco, favoreciendo así la unión del Liberalismo a nivel nacional. Finalmente Barco fue quien resultó ganador con una aplastante mayoría, sobre el conservador Álvaro Gómez Hurtado. 
Como detalle importante Galán y Gómez se enfrentaron en un debate televisado moderado por el periodista Juan Gossaín, y que se considera el primer debate político transmitido por televisión en la historia de Colombia.

### Últimos años (1987-1989)
En 1987, con la mediación del expresidente Julio César Turbay, Galán regresó al Partido Liberal Colombiano, del que se había declarado disidente a principios de la década, para participar en una consulta popular (en lugar de las convenciones liberales en las que los caciques liberales escogían a dedo al candidato) que definiría al candidato del partido para las Elecciones de 1990.

#### Intentos de homicidio

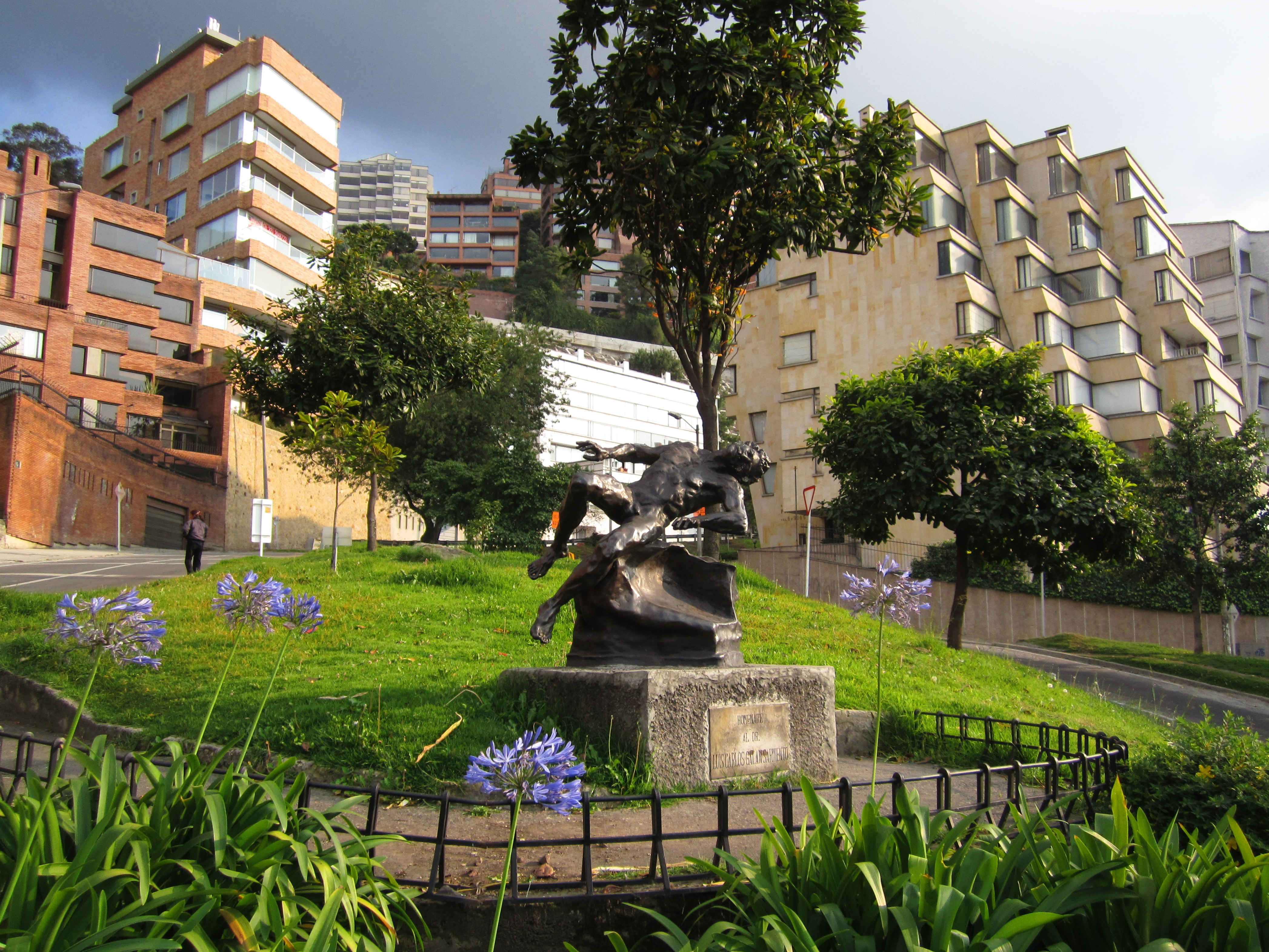
Monumento a Galán en Bogotá.

Luego de recibir varias amenazas a partir del 23 de julio, un día después de la convención liberal en que se convino aplicar el mecanismo de consulta popular para elegir el candidato presidencial por el Partido Liberal, Galán salió ileso de un atentado que no llegó a consumarse en Medellín el 4 de agosto de 1989, cuando se disponía a dar una conferencia en la Universidad de Medellín.
El atentado consistió en disparar con un lanzamisiles, lo que no ocurrió gracias a la denuncia de una ciudadana que reportó a tres hombres sospechosos dentro de un vehículo. En el fallido atentado se destacó el oficial de policía Valdemar Franklin Quintero quien inmediatamente llevó a Galán de vuelta al aeropuerto Olaya Herrera. Quintero sería asesinado por orden de Escobar el mismo día que Galán, 18 de agosto. Su atentado y muerte iban a ser programadas días después en Ibagué, donde promocionaría su campaña presidencial.

## Muerte
Galán resultó asesinado el 18 de agosto de 1989 poco antes de comenzar su discurso en un evento público electoral en el municipio de Soacha, Cundinamarca. El precandidato llegó al municipio a las 8:30 p. m. y luego se dispuso a subir a la tarima donde daría su discurso. Los disparos comenzaron a las 8:45 p. m. y el político recibiría cinco disparos, de los cuales tres resultaron fatales, según se estableció después.
Fue asesinado a tiros por Jaime Eduardo Rueda Rocha, Henry de Jesús Pérez (los autores materiales) bajo órdenes de Pablo Escobar, Gonzalo Rodríguez Gacha y Alberto Santofimio Botero. el 18 de agosto de 1989. Galán recibiría los disparos desde la parte inferior de la tarima desde donde se había subido momentos antes, mientras levantaba sus manos para saludar a la gente, ubicada en la plaza principal del municipio de Soacha.

Fue llevado con vida y consciente al hospital de Bosa y luego fue trasladado al Hospital de Kennedy en Bogotá, a media hora del municipio, donde murió a pesar de los esfuerzos médicos.

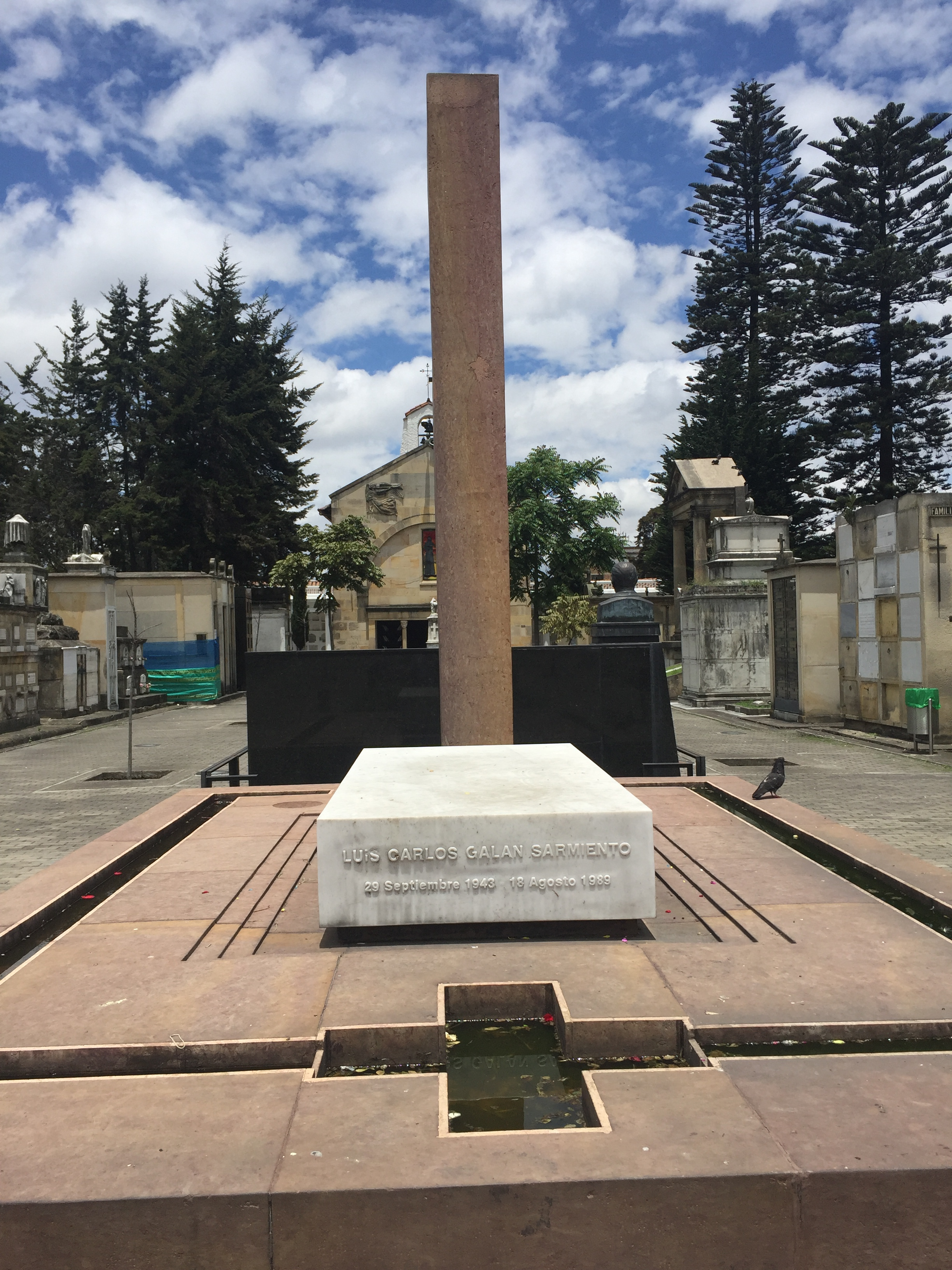
Tumba de Galán en el Cementerio Central de Bogotá.

En este magnicidio también murió el concejal de Soacha Julio César Peñaloza, quien se encontraba al lado derecho de Galán en el momento del atentado y quien fue impactado por un disparo en la cabeza. Asimismo, murió Santiago Cuervo quien trasladó al político a un vehículo para ser llevado al hospital y miembro de la escolta de Galán, tercero en recibir los impactos de bala, falleciendo días después. Aparte del Cartel de Medellín, autores del crimen, también se investigó al Cartel de Cali.

### Complot
Se logró establecer que Galán fue víctima de un plan elaborado de manera perfecta y en el que estuvieron involucrados muchísimos personajes importantes del país. Para empezar, el expediente demostró que el político sufrió un cambio en su esquema de seguridad días antes de su llegada al municipio. Los informantes afirman que el comandante del DAS, Miguel Maza Márquez designó al teniente Jacobo Torregrosa Melo en reemplazo de Víctor Julio Cruz como jefe de los esquema de seguridad de Galán.
Torregrosa, apenas vigilante de un edificio de dudosas referencias y con amonestaciones, sin nada de preparación desmanteló el esquema de Galán y en su lugar designó muchachos novatos para la labor, además de permitir la infiltración de los sicarios del atentado. Según Maza Márquez; Galán había solicitado el cambio de jefe de seguridad aduciendo poca seriedad de Cruz además de ser chismoso ante su esposa, argumento rechazado enfáticamente por Gloria Pachón y por sus hijos.
Un exescolta declaró que Torregrosa les informó a él y sus compañeros que se adelantaría un equipo al municipio para hacer reconocimiento del lugar y ubicar al esquema de seguridad. El testigo afirmó que dicho esquema nunca existió, ya que la noche de los hechos no había control de armas ni de ingreso de personas. El vehículo del candidato llegó a la Plaza Central de Soacha en medio de una multitud potencialmente riesgosa, sin barricadas que los separaran del gentío y sin barreras en la parte trasera de la camioneta donde venía la comitiva, dando paso a un potencial atentado desde el vehículo. Dos de los sicarios ingresaron a la misma parte trasera de la camioneta lo que podría también facilitar el atentado.

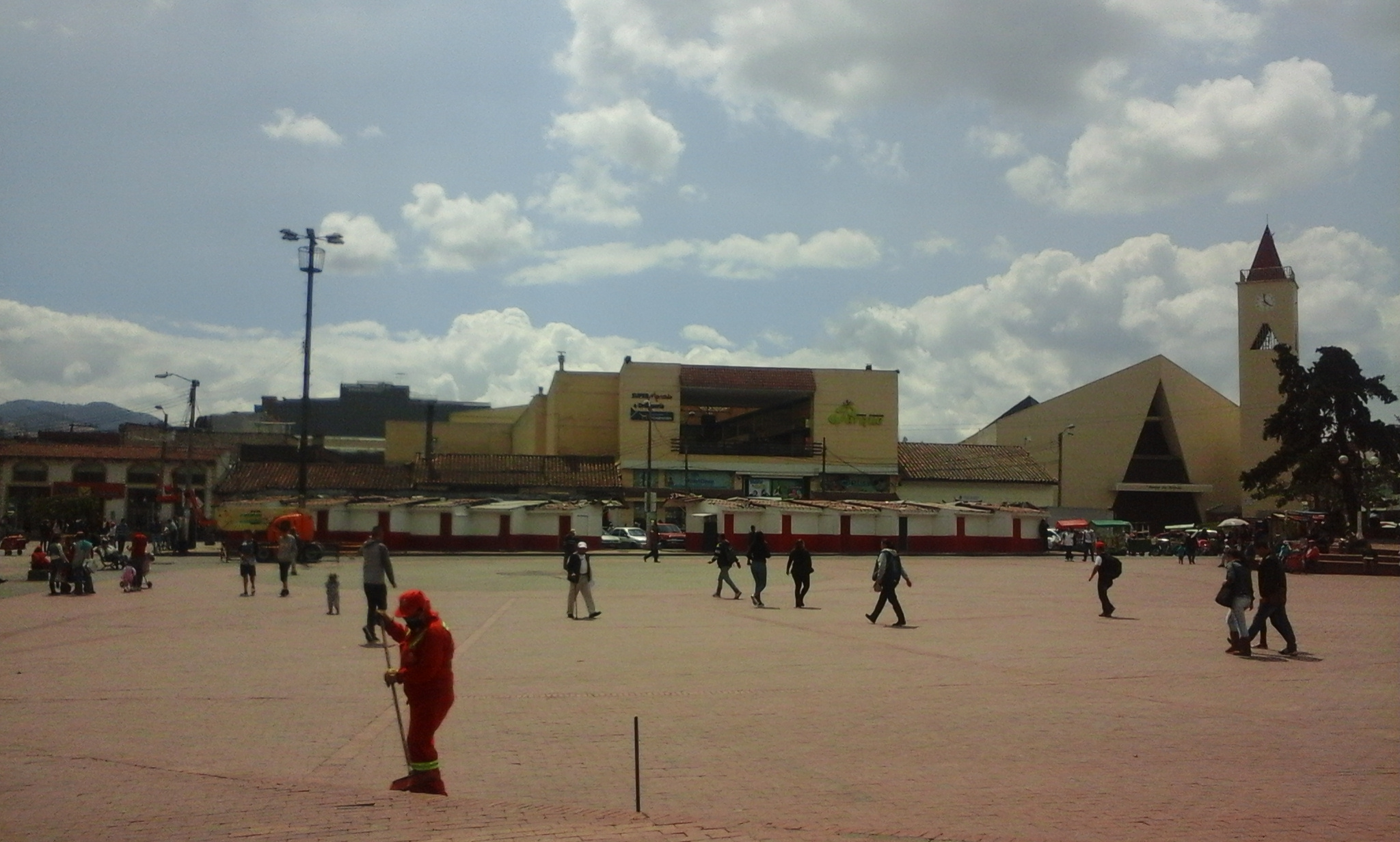
Plaza principal de Soacha, donde Galán fue abaleado en 1989.

Galán recibió cinco impactos de bala de una sub ametralladora Mini Atlanta liviana de uso reservado para las operaciones especiales de las fuerzas armadas y conocida por atravesar chalecos antibalas. Dos impactos quedaron alojados en el chaleco antibalas que llevaba, que es menester aclarar, no era seguro ya que sólo le cubría el abdomen hasta el ombligo, dejándolo vulnerable para ser atacado por debajo y Galán al alzar los brazos levantó el chaleco antibalas. Los asesinos junto a unos setenta sicarios (todos con sombreros blancos y la mayoría camuflados en la multitud con pancartas) se encontraban escondidos debajo de la tarima donde estaba el político.
Una vez impactado, Galán cayó a la tarima y en medio de la confusión fue arrastrado por sus escoltas a un vehículo detrás de la tarima, desde donde fue conducido al Hospital de Bosa, localidad de Bogotá cercano a Soacha, y posteriormente al Hospital de Kennedy (ubicado en la localidad homónima), donde moriría a las 10ː00 p. m. Cabe destacar que el hospital más cercano, el Yanguas, quedaba a solo doscientos metros del lugar de los hechos, pero por la falta de previsión y pensando que Galán podría ser rematado ahí se consideró no llevarlo a éste.
Torregrosa no se encontraba en la tarima cuando sucedió el atentado, lo que permitió que Galán fuera impactado y asesinado, ya que de haber estado ahí, él habría muerto en lugar del político. Meses después, a mediados de 1990 se le perdió la pista y se encuentra desaparecido a la fecha, dejando muchas preguntas sin responder, a pesar de los avances de la investigación.

### Consecuencias
La muerte de Galán generó un gran dolor en la población. Así mismo generó rabia en el gobierno que al día siguiente declaró el Estado de Sitio y promulgó el Decreto 1830 del 19 de agosto de 1989 que autorizaba la extradición por vía administrativa sin necesidad de solicitar permiso a la Corte Suprema de Justicia. Además de crear un Cuerpo Élite en la Policía.
Para el momento de su muerte, todas las encuestas registraban una amplia victoria de Galán en la consulta popular en las elecciones presidenciales de 1990 (más del 60% a su favor). César Gaviria, jefe de debate en la campaña de Galán, fue designado su sucesor en el sepelio de Galán, siendo su hijo mayor Juan Manuel quien le entregó las banderas del partido y la campaña, en un conmovedor discurso; Gaviria ganó las elecciones en 1990.
A su sepelio asistieron más de un millón de personas, entre los que estuvieron gente del común, miembros de los Partidos Liberal y Conservador, Partido Comunista Colombiano y la Unión Patriótica, periodistas, activistas estudiantiles, sindicatos, grupos de defensa de los derechos humanos y más.

### Proceso judicial

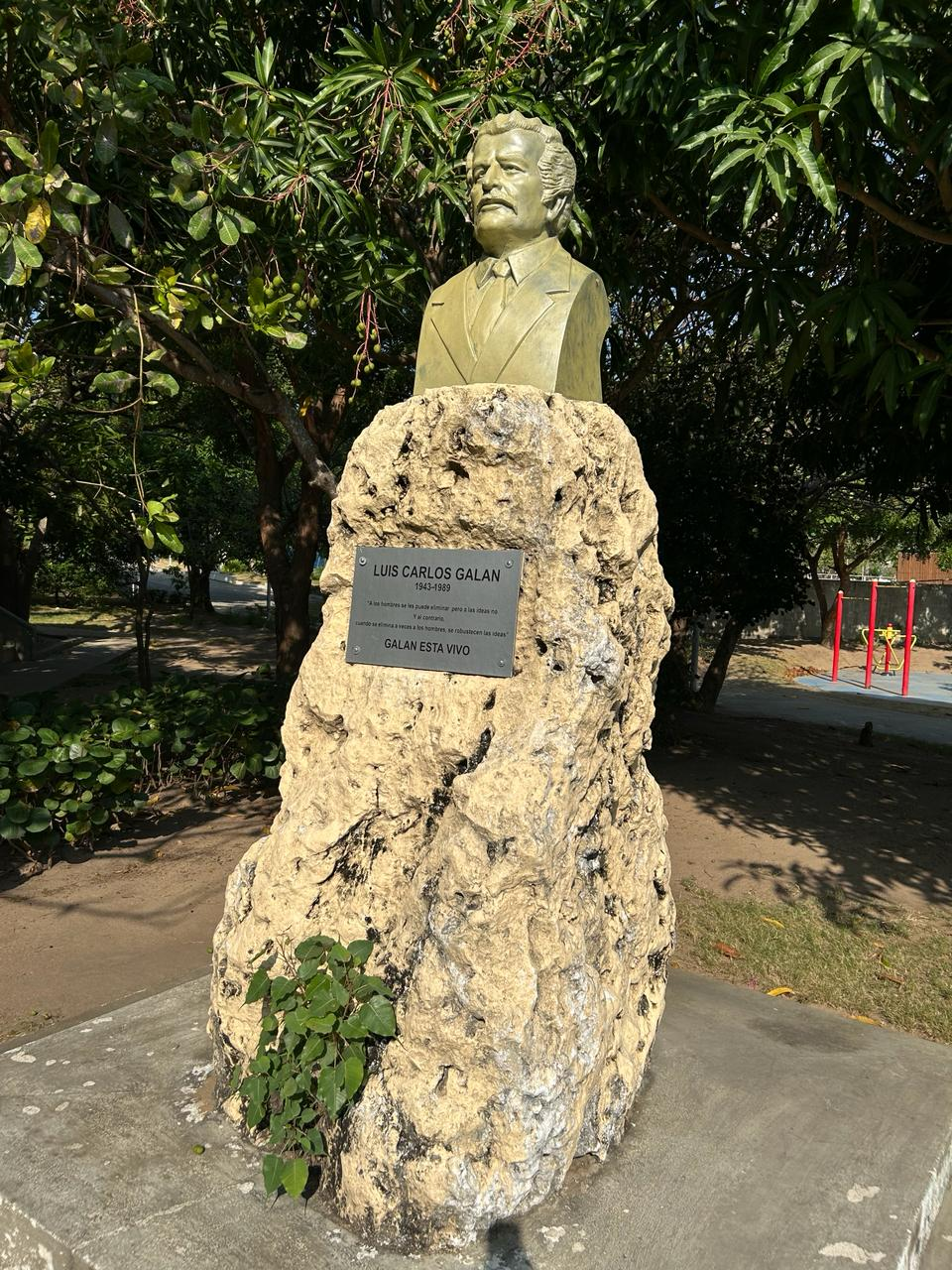
Busto de Luis Carlos Galán en el parque homónimo, Barranquilla.

En el año 2016 el Consejo de Estado de Colombia declaró delito de lesa humanidad el crimen de Luis Carlos Galán, por lo que la Fiscalía puede seguir judicializando a personas involucradas en este asesinato; de hecho, en noviembre de ese año fue condenado a treinta años de cárcel el general de la Policía, Miguel Maza Márquez, quien ejercía como Director del DAS para la época del crimen, debido a que debilitó de manera deliberada el esquema de seguridad del candidato presidencial, aún sabiendo de las amenazas en su contra. Participó Junto al general Oscar Peláez Carmona en la desviación de la investigación que privó injustamente de la libertad a Norberto Murillo, Alberto Jubiz Hazbum, y otros, por 3 Años 6 meses y 9 días condenándolos al escarnio público.   

#### Alberto Hazbún y Norberto Murillo Chalarcá
Inicialmente fueron inculpados por este magnicidio el químico y diplomático barranquillero de ascendencia libanesa Alberto Júbiz Hazbún, el comerciante de origen tolimense Norberto Murillo Chalarcá y otras tres personas. Sin embargo, después de pasar cuarenta y dos meses en la cárcel y sobrevivir a multiples atentados contra sus vidas, el el Atentado al edificio del DAS, fueron absueltos por la justicia y dejados en libertad . Hazbún falleció en 1998 y su familia recibió una indemnización parcial del Estado colombiano por su injusta privación de su libertad, Murillo Charlarcá y su familia esperan, desde el exilio, algún tipo de indemnización, al igual que los otros sindicados. Pues fueron injustamente apresados el 22 de agosto de 1989, y dejados en libertad el 2 de marzo de 1993.

#### Alberto Santofimio
Tras declaraciones hechas por el confeso narcotraficante Jhon Jairo Velásquez Vásquez, alias "Popeye", la Fiscalía investigó al también político Alberto Santofimio Botero, quien en sentencia de primera instancia que fue apelada, fue declarado autor intelectual y condenado a veinticuatro años de prisión por el magnicidio.
El 18 de junio de 2006, se inició un juicio contra Santofimio Botero, quien fue hallado culpable de ser el coautor intelectual de su asesinato. En octubre de 2008 Santofimio fue dejado en libertad, tras permanecer tres años y cuatro meses en prisión, al no encontrarse pruebas contundentes que lo vincularan con el asesinato, según lo determinó el Tribunal Superior de Cundinamarca. Sin embargo, el 31 de agosto de 2011, la Corte Suprema de Justicia de Colombia ordenó su recaptura al revocar el fallo que había anulado la condena original; finalmente, Santofimio recibió una sentencia de veinticuatro años de cárcel por la coautoría intelectual del asesinato de Galán. A la fecha paga su pena en la modalidad de casa por cárcel.

#### Agentes estatales
La justicia también investigó la participación de oficiales y suboficiales de la Policía.

#### Carteles del narcotráfico
El 28 de abril de 2015, Noticias Caracol informó que la Fiscalía General de la Nación tenía indicios de que el Cartel de Cali participó en la muerte del candidato presidencial para las elecciones 1990-1994 y que hubo una tregua de la guerra con el Cartel de Medellín que duró de 1988 a 1993. 
A su vez en el 2016 declaraciones de los ex paramilitares Alonso de Jesús Vaquero "Vladimir" e Iván Roberto Duque "Ernesto Báez" incriminaron a los congresistas César Pérez García representante a la cámara por el departamento de Antioquía, y a Tiberio Villareal representante a la cámara por el departamento de Santander, de reunirse con los jefes del Cartel (Escobar y Rodríguez Gacha) a fin de incitar el magnicidio debido al temor de que Galán ascendiera a la presidencia y pusiera en práctica reformas políticas y económicas relacionadas con la minería y la ganadería que habría afectado los intereses de los mismos. Ambos parlamentarios son sindicados por los mismos testigos de ser promotores del paramilitarismo en sus departamentos y de ser los autores intelectuales de dos respectivas masacres ocurridas meses antes del crimen de Galán (a Pérez García lo sindican de ser el autor intelectual de la masacre de Segovia, y a Villarreal de idear la Masacre de La Rochela).

## Familia

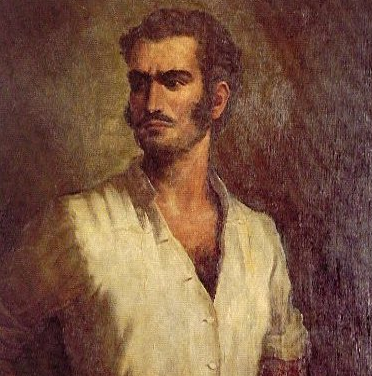
Galán desciende del comunero José Antonio Galán.

Luis Carlos Galán, pese a lo dicho frecuentemente por sus familiares, amigos y seguidores, pertenecía a la élite santandereana, pese a que su familia era de clase media alta, teniendo ascendencia importante que remontaba hasta la época de la colonia española.
Era hijo del empresario y abogado Mario Galán Gómez y de Carmen Cecilia Sarmiento Suárez.Su padre era un destacado dirigente liberal de Santander, que fue perseguido luego del asesinato de Jorge Eliécer Gaitán en 1948, por lo que decidió trasladar a su numerosa familia (compuesta por doce hijos) a Bogotá; llegando a ser contralor general de la República.

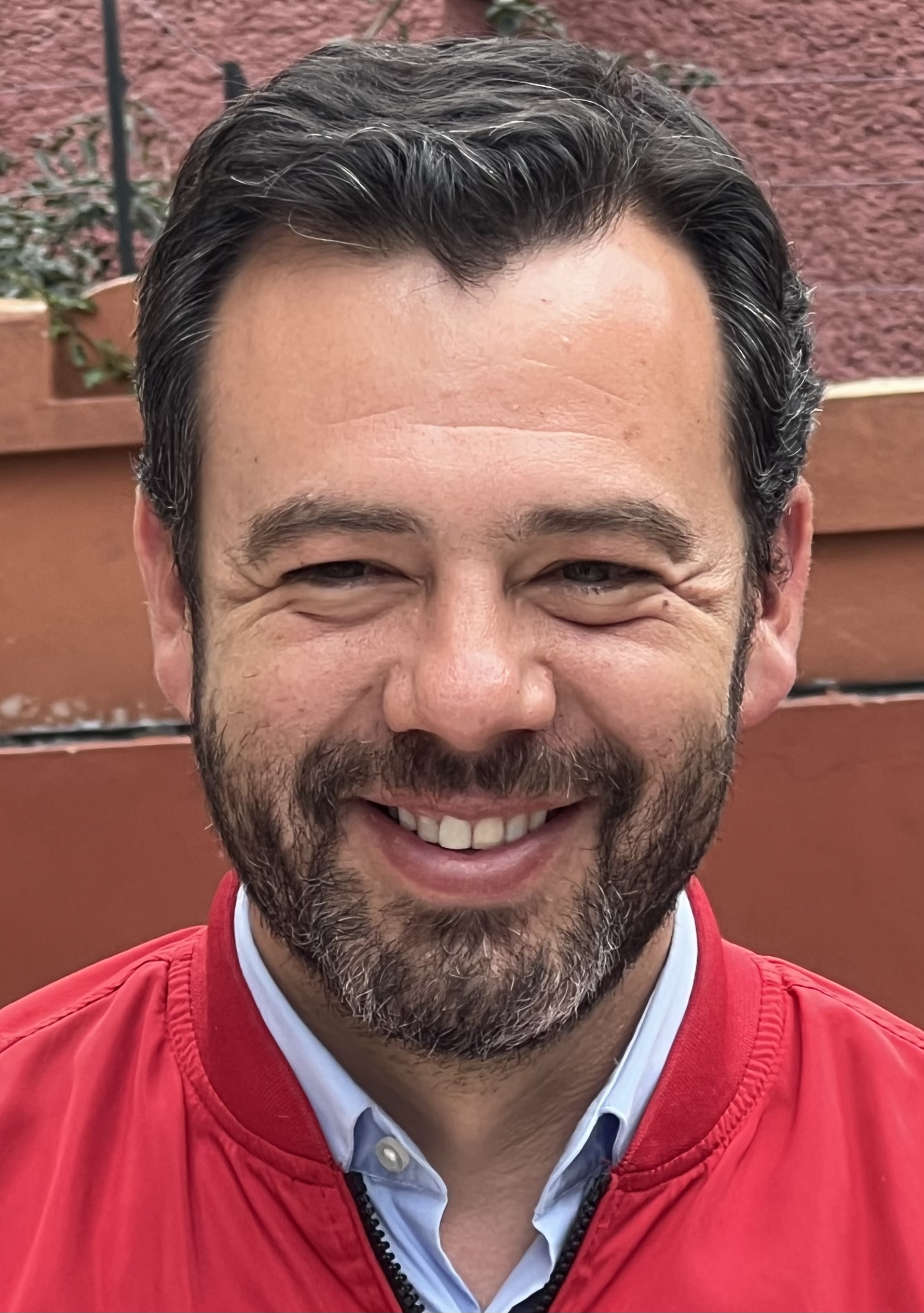
Su hijo menor, electo alcalde de Bogotá en 2023, Carlos Fernando Galán Pachón.

Su hermano Antonio fue concejal y candidato a la Alcaldía de Bogotá; Augusto, otro de sus hermanos, fue ministro de Salud y embajador ante la Unesco; su primo Alfonso Valdivieso fue fiscal general de la Nación; su cuñada, Maruja Pachón, fue ministra de Educación; y el esposo de esta, Alberto Villamizar, fue senador por el Nuevo Liberalismo.

### Matrimonio
Galán tuvo un hijo antes de su matrimonio, el cual nació en 1965, Luis Alfonso Galán Corredor, con quien fuera su empleada de servicio doméstico en sus épocas de estudiante universitario. A este hijo, oculto por muchas décadas, le correspondió crecer en el campo, posteriormente trabajar como mensajero para pagar sus estudios y solo recibió el apellido a los treinta y tres años, después de un largo y complicado proceso de filiación de paternidad.
Luis Carlos Galán se casó en 1971 con Gloria Pachón, con quien tuvo tres hijos: Juan Manuel (1972), quien fue senador por el Partido Liberal y presidente de la Comisión Primera y Ordenamiento Territorial del Senado, Carlos Fernando (1977), periodista, también senador de la República, fue concejal de Bogotá por Cambio Radical, partido del que fue director nacional y en 2023 fue elegido alcalde mayor de Bogotá para el periodo 2024-2027, y Claudio Mario (1974), analista político y cónsul general de Colombia en París, Francia.

## Legado

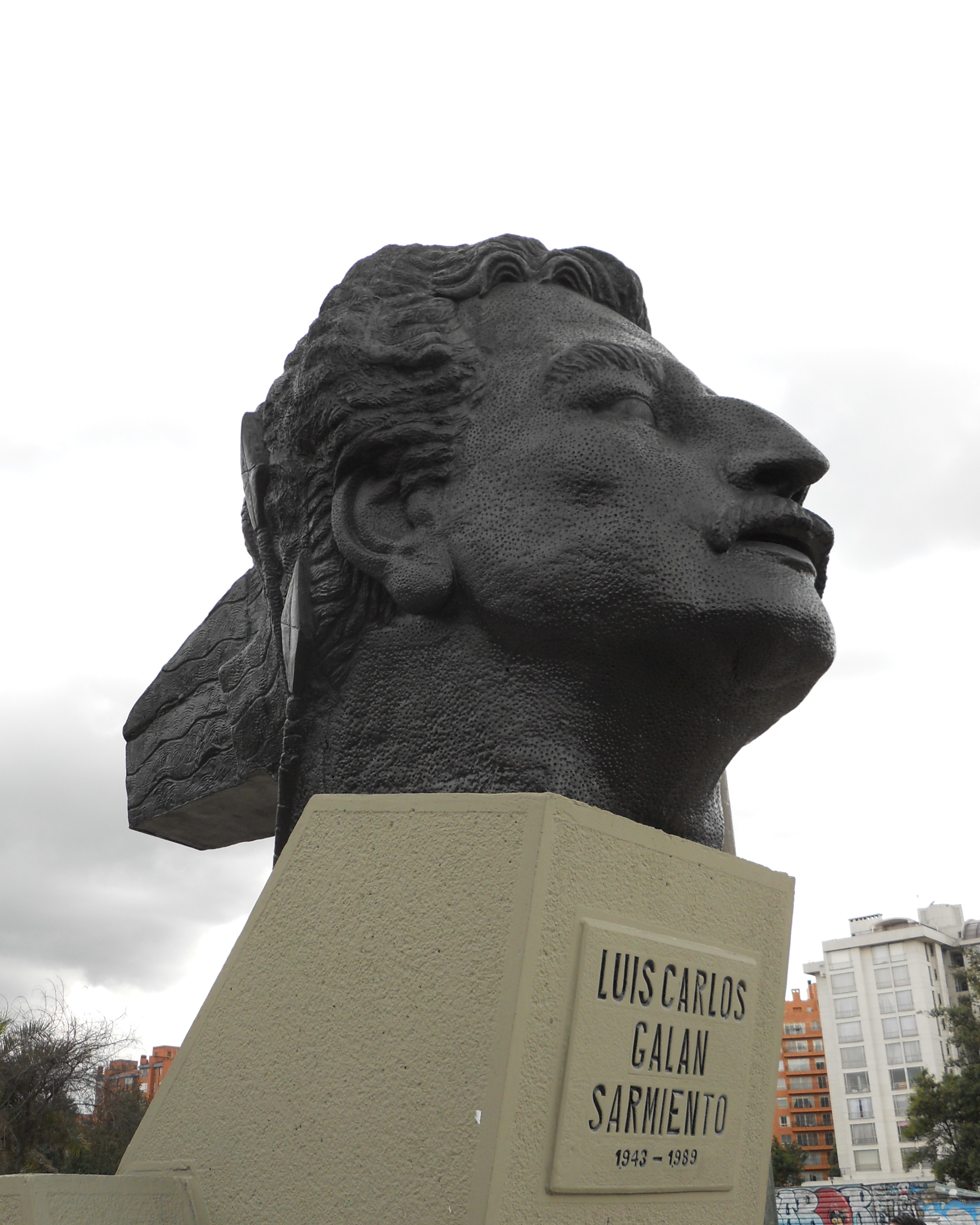
Escultura de Galán en la Avenida Esperanza, en Bogotá.

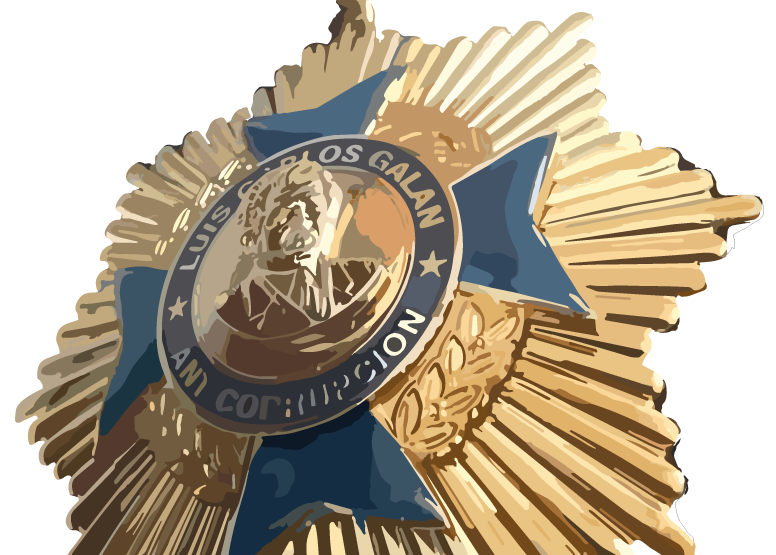
Medalla Luis Carlos Galán, por la lucha contra la corrupción.

Su importancia en la política colombiana es evidente. Su partido, Nuevo Liberalismo, fue ficha clave para el fin de la era Pablo Escobar, ya que sus miembros, en especial Galán y Lara Bonilla, ambos asesinados por el narcotraficante denunciaron la corrupción en la que estaban involucrados algunos miembros de la sociedad colombiana. 
También promovió la sinceridad de los políticos, tuvo claro que era necesario denunciar el clientelismo y la corrupción al interior de las colectividades además de reformar los partidos.

### Monumentos y toponimia

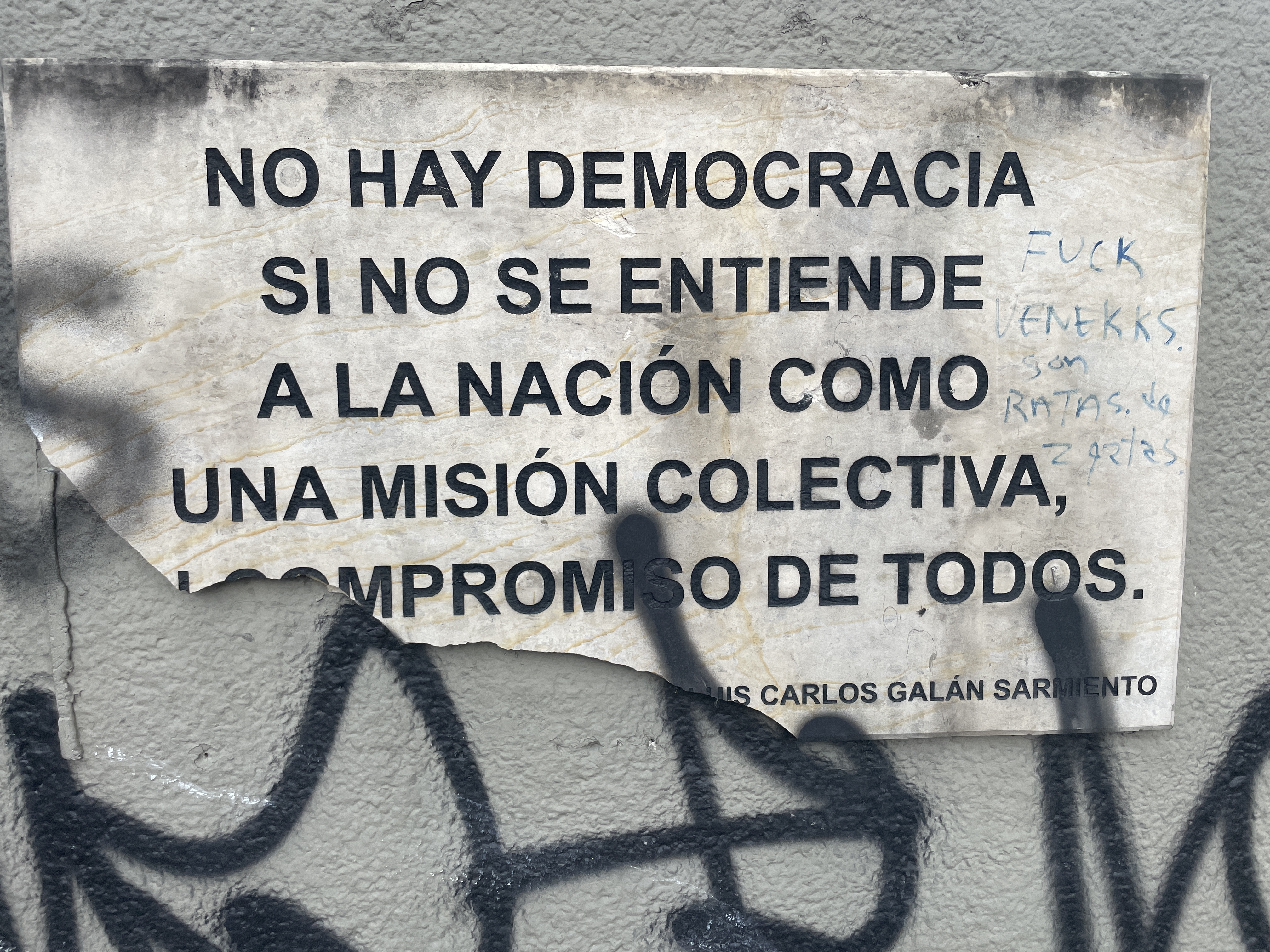
Placa conmemorativa que cita los idearios de Luis Carlos Galán Sarmiento sobre la democracia.

Son varias las ciudades de Colombia que tienen homenajes al desaparecido político en infraestructuras y entidades:
- Aeropuertos: El Dorado Luis Carlos Galán Sarmiento en Bogotá.[67]
- Auditorios: En la Universidad Industrial de Santander de Bucaramanga y Universidad Javeriana de Bogotá.[68]
- Avenidas: Bogotá (Calle 24), Sincelejo, Rionegro y Soacha (Calle 13).
- Barrios: Bogotá, Manizales, Armenia, Cartagena, Girardot, Cundinamarca, Neiva, Ibagué, Palmira y Soacha.
- Biblioteca: en la Universidad Autónoma de Bucaramanga.
- Cátedra Galán de la Universidad Javeriana, de Bogotá.
- Colegios: en Cartagena, Ibagué, Villagarzón, Cali, Bogotá,[69] Girón,[70] Piedecuesta, Villavicencio, Chinácota,[71] Acacías,[72] Armenia, Bucaramanga,[73] Orocué, Plato, Carepa,[74] Cúcuta, Dosquebradas,[75] Soacha,[76] y Yopal.
- Escuela Contra La Drogadicción Luis Carlos Galán Sarmiento en Rionegro.[77]
- Competencia ciclística Clásica de Santander Premio Luis Carlos Galán Sarmiento en Santander.[78]
- Condecoración Luis Carlos Galán Sarmiento de lucha contra la corrupción, otorgada por el Senado de la República de Colombia.[79]
- Consultorio Jurídico Luis Carlos Galán Sarmiento en Bogotá.[80]

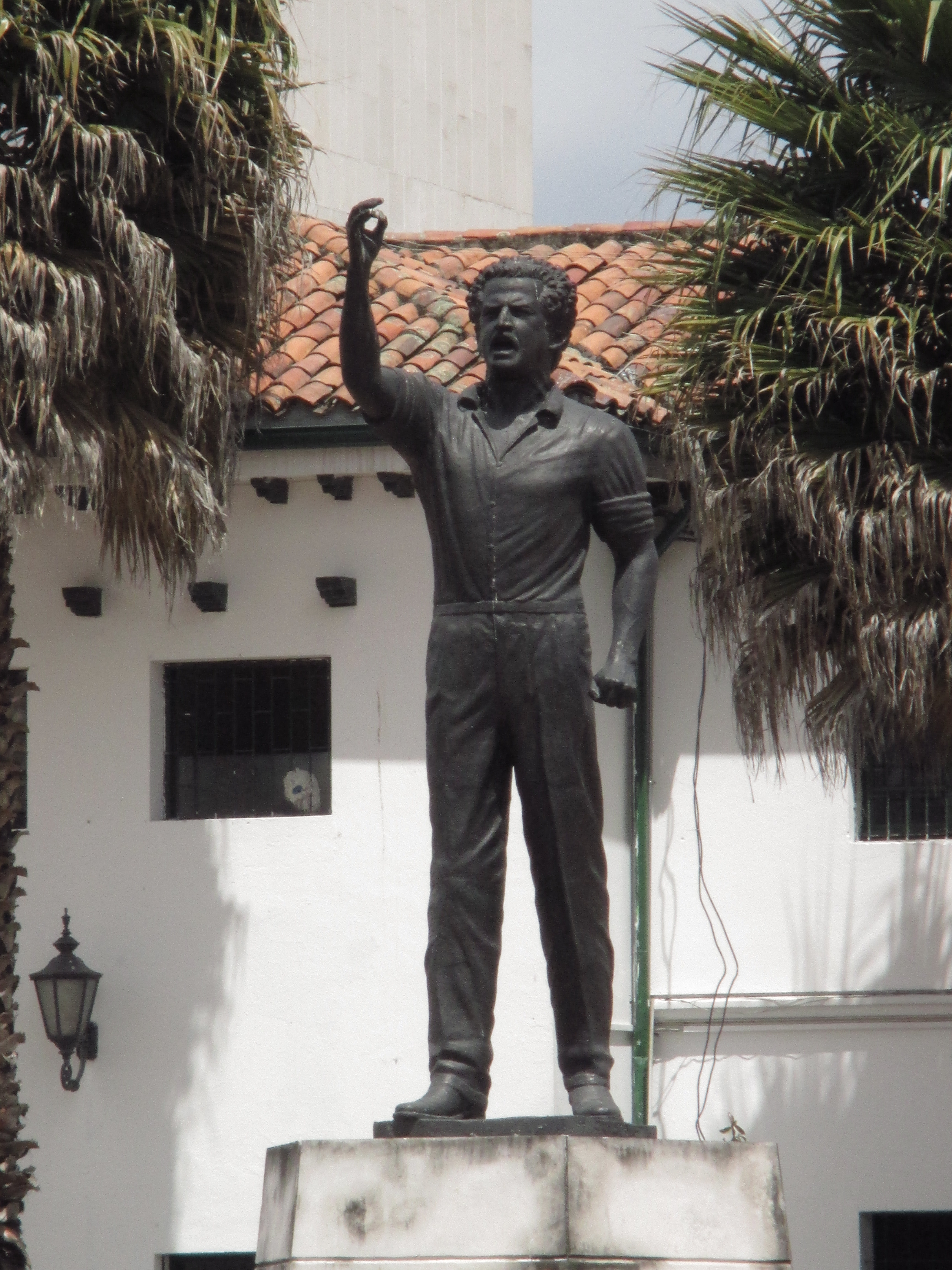
Estatua de Galán en el Concejo de Bogotá.

- Estatua de Galán en el Concejo de Bogotá.Emisora Luis Carlos Galán Sarmiento en Bucaramanga, Santander.
- Empresa Social del Estado Luis Carlos Galán Sarmiento (en liquidación).[81]
- Esculturas: En Bogotá (Avenida La Esperanza y Concejo de Bogotá) y en Soacha (Plaza de Soacha).
- Fundación Luis Carlos Galán Sarmiento.
- Hospitales en Soacha[82] y Charalá.
- Organización Luis Carlos Galán Sarmiento por los Derechos del Hombre.[83]
- Parques en Cajicá, Cota y Barranquilla.
- Plazas Luis Carlos Galán Sarmiento, en Bucaramanga[84] y San Juan de Pasto.
- Sitios deportivos: Estadio Luis Carlos Galán Sarmiento en Soacha, el Velódromo Luis Carlos Galán Sarmiento, en Bogotá[85] y Polideportivo Luis Carlos Galán Sarmiento, en La Mesa (Cundinamarca).
- Museo: Casa Galán ubicada en el centro de Bucaramanga en una de sus residencias.[86]

### Cultura popular
Son varios los actores de la televisión colombiana que interpretaron a su persona:
- En 1999 por José Luis Paniagua en Unidad Investigativa.
- En 2012 por Nicolás Montero en Escobar, el patrón del mal.
- En 2013 por Walter Luengas en Tres Caínes.
- En 2013 por Alberto Palacio en Alias el Mexicano.
- En 2015 por Juan Pablo Espinosa en Narcos.
- En 2019 por Jorge Melo en El general Naranjo.